# 铁厂镇 (镇安县)
铁厂镇，是中华人民共和国陕西省商洛市镇安县下辖的一个乡镇级行政单位。

## 行政区划
铁厂镇下辖以下地区：
铁厂村、西沟口村、红铜村、新声村、新联村、新民村、庄河村、安泰村、铁铜村和姬家河村。